# Nils Gustavson-Arild
Nils Gustavson-Arild, född 7 juli 1922 i Annedals församling i Göteborg, död 14 februari 1960 i Karl Johans församling i Göteborg, var en svensk tecknare och grafiker.
Gustavson-Arild var son till badmästare Henning Gustafson och Davida Lövqvist och från 1948 gift med Gerd Margareta Nilsson. Han studerade vid Slöjdföreningens skola 1940-1941 och 1942-1943 samt för Nils Nilsson vid Valands målarskola 1944-1945. Separat ställde han bland annat ut i Karlstad och på Olsens konstsalong i Göteborg. Han medverkade i ett flertal samlingsutställningar bland annat i Göteborgs konstförenings decemberutställningar på Göteborgs Konsthall. Som illustratör illustrerade han bland annat Kurt Frankmans Ville Volvo vinner världen och prinsessan. Hans konst består i rumsinteriörer, snöbilder och tecknade porträtt.